# Сенполія
Сенполія, узамбарська фіалка (Saintpaulia) — рід трав'янистих рослин із тропічних районів центральної і західної Африки з оксамитовими зеленими листками й фіолетовими квітами без запаху. На основі виду Saintpaulia ionantha штучно виведені махрові сорти і сорти з різним забарвленням квітів.

## Етимологія
Назву «сенполія» квітка отримала від свого першовідкривача Сен-Поля, а «узамбарська фіалка» через географічне місцеположення, і схожість квітки із звичайною фіалкою (Viola). Насправді, сенполія не належить до родини фіалкові (Violaceae), а геснерієві, куди входять такі відомі багатьом кімнатні квіти як: стрептокарпуси, глоксінії, єпісції і хіріти.

## Історія відкриття

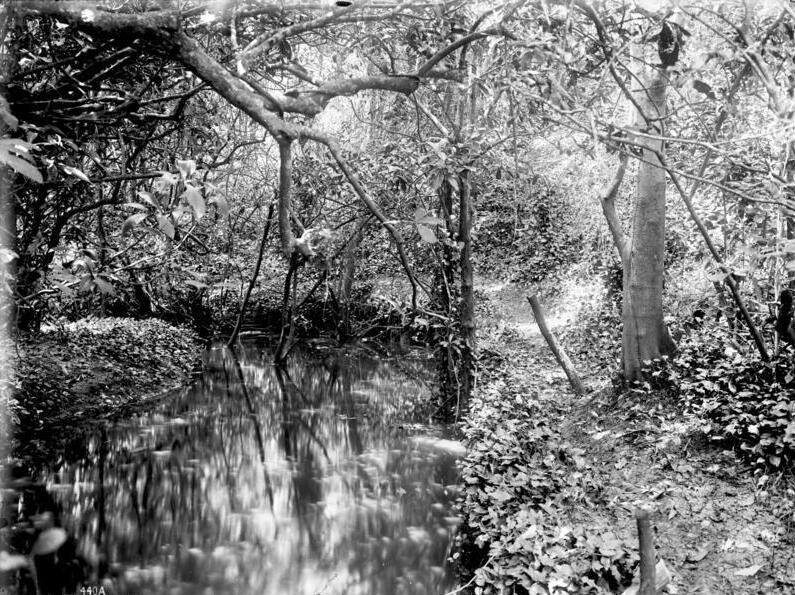
В Узумбарських горах Фотографія 1906 року із Федерального архіву Німеччини

Перші згадки про сенполій були зафіксовані бароном Вальтер фон Сен-Поль більше ніж століття тому в 1892 році, на території Танзанії, в районі Узамбарських гір.
Вперше сенполія була представлена на міжнародній виставці квітів в Генте в 1893 році. Після виставки право для промислового розведення сенполії було викуплено фірмою Ф. Бенарі. В 1894 році сенполії добрались і до США де зразу ж завоювали популярність серед кімнатних рослин. 1895 році в Нью-Йоркському журналі «American Gardening» появилась перша стаття про узамбарських фіалок. До 1949 року налічувалось близько сотні сортів сенполії. На сьогоднішній день їх число перевищує декілька тисяч. Вальтер Сіно-Поль звернув увагу на цю рослину під час прогулянки. Зібране насіння він вислав своєму батьку — президентові Німецького дендрологічного суспільства, Ульріху фон Сіна-Полю, а той передав їх ботанікові Герману Вендланду (1825–1903). Вендланд виростив рослину з насіння і в 1893 році описав його як Saintpaulia ionanta (Сенполія фіалкоцвітна), виділивши цей вигляд в окремий рід, який він назвав на честь батька і сина Сен-Полів.

## Біологічний опис
Представники роду — низькорослі вічнозелені багаторічні трав'янисті рослини.

### Стебло
Стебла — укорочені, з прикореневою розеткою листя. Довжина стебла 5-8 см, глибоко в землю не проникає, червонуватого кольору. Має невеликий пухнастий покрив, як і нижня частина листків, яка, до речі, теж червонувата.

### Листки
Листя досить м'ясисте, покрите ворсинками, округле, зазвичай із злегка нерівнобічною серцеподібною основою, з округлою або короткозагостренною верхівкою. Можуть бути як однорідного зеленого забарвлення, так і плямистими. 13-50 (55) мм завдовжки і 10-35 (40) мм завширшки. Молоді листки густо покриті дещо притиснутими або нахиленими відносно довгими волосками більш менш однакової довжини (1-1,5 мм). Густина волосистого покриву у листя середнього віку близько 160 волосків на 1 см². У старого листя волосків менше.
Середня і бічні жилки — по 5 см кожної сторони знизу виступають, зверху увігнуті. Зверху основа середньої жилки світла і виділяється у вигляді світлої плями.

### Квітки

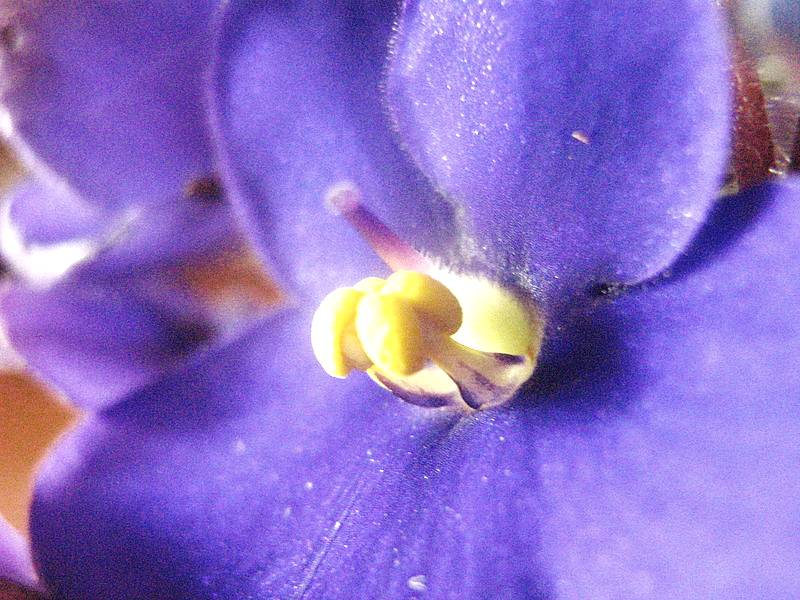
Квітка Сенполії гібридної

Квітки утворюються на досить товстих висхідних і таких, що підносяться над листям квітконосах в пазухах листків.
Пелюсток — 5.
Чашолистків п'ять, іноді сім, лінійних, прямих, зелених, притуплених, довше трубки віночка, близько 5 мм довжини.
Віночок близько 25 мм в діаметрі, майже колесоподібний, темно-фіолетово-синій, трубка світла, 2,5-3 мм довжини, роздута; відгин, як властиво роду, з двох частин: верхньої, розітнутої до половини на дві виступаючі долі, внутрішні краї яких налягають один на одного, і нижньої, розпростертої, глибоко розітнутої на три долі, округліші і увігнуті, чим долі верхньої частини. Віночок по краю війчастий.
Довжина квітконосів — 50-60 мм.
Квітконіжки 12-30 мм завдовжки.
Суцвіття — китиця з 2- 4 квіток.
Тичинок дві. Вони виступають з трубки, їх нитки відносно товсті, завдовжки близько 3,5 мм, зігнуті і прикріплені до трубки віночка: пиляки ниркоподібні, дещо виступаючі, зрослі.
Зав'язь яйцеподібно-конічна, волосиста, стовпчик ниткоподібний завдовжки близько 10 мм. У основі зав'язі помаранчевий нектарний диск.
Гінецей паракарпний (тобто одногнізний з поствнною плацентацією), з двох плодолистків.
Плоди яйцеподібні або майже кулясті, 16 мм завдовжки, 4-6 або 10-12 мм в діаметрі. Плід — густоопушена коробочка з численним дрібним насінням з прямим зародком.
Відомо понад 1500 форм, відмінні розмірами і забарвленням квіток (від чисто- білих і рожевих до червонувато- лілових і темно- синіх).

### Розмноження
Сенполії легко розмножувати листовими черенками, частиною листка і дочірніми розетками. Найпоширеніший спосіб — листовим держаком. Для цього потрібний здоровий листок, що сформувався. Млявий листок, як правило, загниває. Довжина черешка має бути 3—4 см. Держак ставлять у воду до утворення коріння або висаджують в рихлий ґрунт на глибину не більше 1,5—2 см. Саджанець поливають теплою водою і вкривають для збереження вологості поліетиленовим пакетом, температура — не нижче 20—22 °C. Утворення коріння і розвиток діток триває до 1—2 місяців.

## Сорти

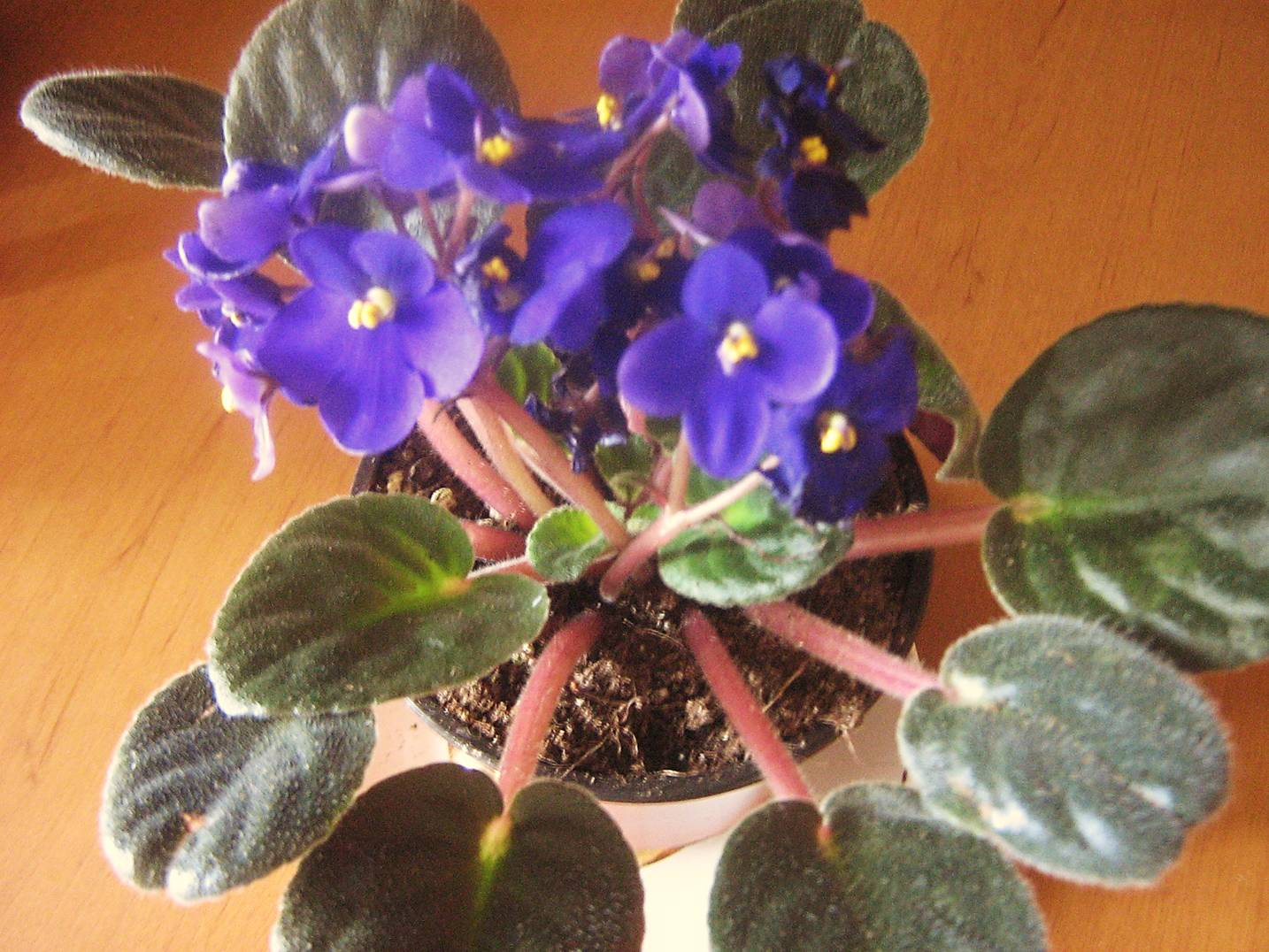
Сенполія фіалкоцвіта

Сенполія вже давно використовується в кімнатному квітникарстві, і дотепер виведена безліч сортів цієї рослини. Більшість з них є гібридами 'Сенполії фіалкоцвітної' (Saintpaulia ionantha), а також міжвидовими гібридами Saintpaulia ionantha і деяких інших видів сенполії (Saintpaulia magungensis, Saintpaulia comfusa). У квітникарстві до всіх гібридів сенполії інколи застосовують узагальнювальне найменування 'Сенполія гібридна' (Saintpaulia hybrida).
Сорти сенполій ділять на декілька груп, в першу чергу, по забарвленню і формі квіток та за їх типом. За цим принципом виділяють класичні, зіркоподібні, фантазійні, каймисті сенполії і сенполії-«химери». За типом листя рослини в першу чергу розрізняються як «хлопчики» (англ. boy) і «дівчатка» (англ. girl). В рослин-«дівчаток» на верхній стороні в підставі листа є світла пляма, в сортів групи «хлопчики» листя повністю зелене. Найчастіше зустрічаються сенполії з розетками, діаметр яких варіює від 20 до 40 см. Існують сорти-гіганти (діаметр від 40 до 60 см), мініатюри (до 15 см) і навіть так звані мікромініатюри; в останніх рослин діаметр розеток всього близько 6 см.

### Деякі сорти
- Saintpaulia ‘Chimera Monique’ — квітки цього сорту мають бузкові пелюстки з білою облямівкою.
- Saintpaulia ‘Chimera Myrthe’ — квітки цього сорту мають рожево-червоні пелюстки з білою облямівкою.
- Saintpaulia ‘Ramona’ — сорт з темно-червоними квітками, в центрі яких ефектно виглядають жовті пиляки.
- Saintpaulia ‘Nada’ — сорт з білими квітками.

### Основні групи сортів
Оскільки дотепер у світі існує величезна кількість сортів сенполій (десятки тисяч), їх доводиться для зручності об'єднувати в групи.
Ось який поділ був запропонований спеціальним класифікаційним комітетом при Американському Суспільстві Африканських фіалок (African Violet Society of America) і прийнято нині квітникарями всього світу. Згідно з цією класифікацією сенполій поділяють на чотири групи ознак:
1. Забарвлення квітів;
2. Тип листя;
3. Тип квіток;
4. Розміри квіток.

#### Забарвлення квітів
У першій групі ознак розрізняють дев'ять забарвлень, кожну з яких позначають певною буквою: 
В — блакитна, синя (Blue);

С — різноколірна (Multicolor);

Р — яскраво-рожева або темно-рожева (Pink або Rose);

О — орхідейна, рожево-лілова або лавандова, тобто блідо-лілова (Orchid, Mauve або Levender);

R — червона, сливова або винна, кольори бургундського вина (Red, Mahagon, Plum, Burgundy);

V — фіолетова або пурпурна (Violet або Purple);

W — біла, кремова або злегка рожева (White, Creamy або Blush);

X — двобарвна (Bicolor);

Y — жовта, точніше, біла з жовтуватим відтінком (Yellow).

#### Тип листя
У другій групі ознак розрізняють також дев'ять типів листя, причому кожен має свій номер:
1. — довгі або павукоподібні (Longifolia або Spider);
2. — звичайні, плоскі, прості (Plain);
3. — жилки листя поглиблені, так що створюється уявлення простьобаної поверхні листа (Quilted);
4. — у вигляді совочка або ложечки, зворотно- овальні, як би складені по центральний жилці (Girl, SemiGirl);
5. — гофровані, бахромчаті, хвилясті, виїмчасті або гребінчасті (Ruffled, Fringled, Wavy, Fluted або Scaloped);
6. — крупне м'ясисте листя ясно-зеленого забарвлення, густо покрите волосками (як у сортів «Supreme Amazon» або «Du Pont»);
7. — різноколірні, пістряві (Variegated);
8. — ложкоподібні, овальні, чашеподібні (Spooned, Ovate, Cupped up);
9. — загострені, із загостреним кінцем (Pointed).

#### Тип квіток
У третій групі розрізняють квітки: S — прості (Single);

d — махрові і напівмахрові (Double або Semidouble);

С — зірчасті, зіркоподібні (Star Shaped);

f — гофровані по краях або бахромчасті (Fringled або Ruffled).
За величиною (діаметром) розетки дорослої рослини розрізняють: mM — мікромініатюрні — до 6 см;

М — мініатюрні — до 15 см;

sM — напівмініатюрні — до 20 см;

S — стандартні, або середні — 20-40 см;

L — великі — 40-60 см.

#### Розміри квіток
Залежно від розміру квіток сенполії ділять на:
- дрібноквіткові — до 2 см в діаметрі;
- середні — 3-4 см;
- великоквіткові — 4-6 см;
- дуже великоквіткові- понад 6 см.

#### Групи сенполій
В даний час в різних каталогах спеціалізованих квіткових фірм можна зустріти такі основні групи сенполії.
1. Стандартні. Діаметр дорослої розетки 20-40 см. Декоративні якості дуже різні.
2. Мініатюрні. Величина розетки 10-15 см. Квітки 1,5-2 см в діаметрі.
3. Мікромініатюрні. Величина розетки до 10 см. Квітки 1 — 1,5 см в діаметрі.
4. Пістряволисті. Листя з різним узорами кремових, білих і коричнево-рожевих тонів.
5. Ампельні. Рослини з повзучим стеблом, що подовжується у міру росту, розетка звішується за край горщика.

## Догляд

### Горщики і земля

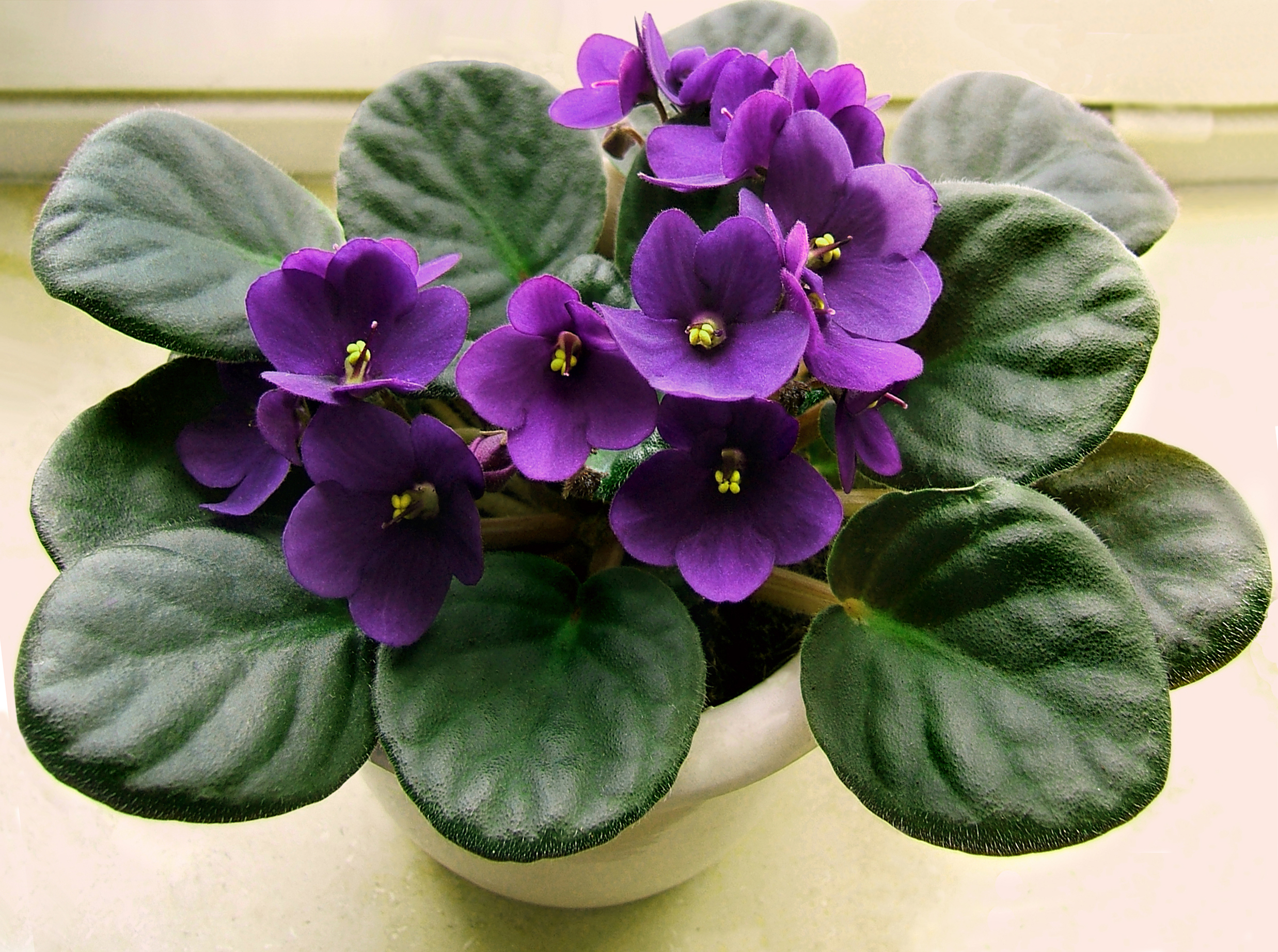
Сенполія

'Горщики' можна використовувати будь-які(чим менший горщик, тим швидше зацвіте сенполія), але найзручнішими вважаються м'які пластикові горщики діаметром 8-12 см. Ідеальної суміші землі поки не існує, і кожен колекціонер методом проб і помилок експериментуючи знаходить свою «ідеальну суміш». Основними інгредієнтами вважається: листковий перегній, хвойний перегній, торф, дренажна земля,мох-сфагнум, вермікуліт.

### Освітлення
На рослину не повинно потрапляти пряме сонячне проміння. Яскраве розсіяне світло, береже сенполію від сонячних опіків. Для вирощування найкраще підходять західні і східні вікна. Для того, щоб рослина була освітлена з усіх боків, її періодично повертають. Щоб сенполія цвіла цілий рік, можна використовувати штучне освітлення. Краще всього для цієї мети підійдуть люмінесцентні лампи. Сенполії бояться холодних протягів.

### Температура
Ідеальною вважається температура +18…22 °C.

### Полив

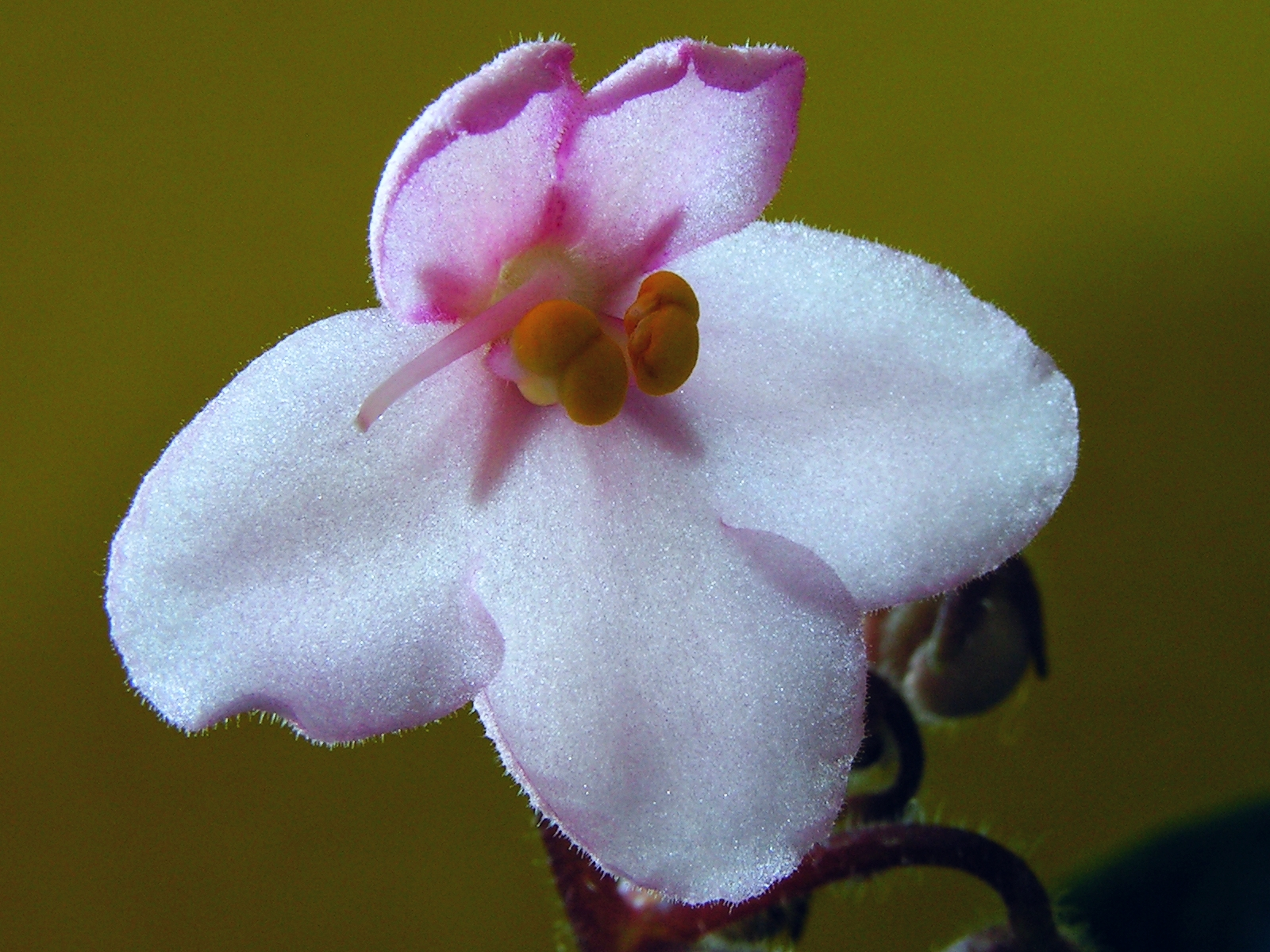
Гібридна сенполія

Поливати 2 рази на тиждень. Вода для поливання повинна бути кімнатної температури, або декілька градусів більше. Земля в горщику повинна бути вологою, а не мокрою. При переливанні в сенполії може загнити коренева система. Не можна залишати надлишок води на піддоні.

### Підживлення
Підживлювати один раз на місяць, а взимку 2 рази на місяць. Підживлювати треба комплексними мінеральними добривами.

### Вологість повітря

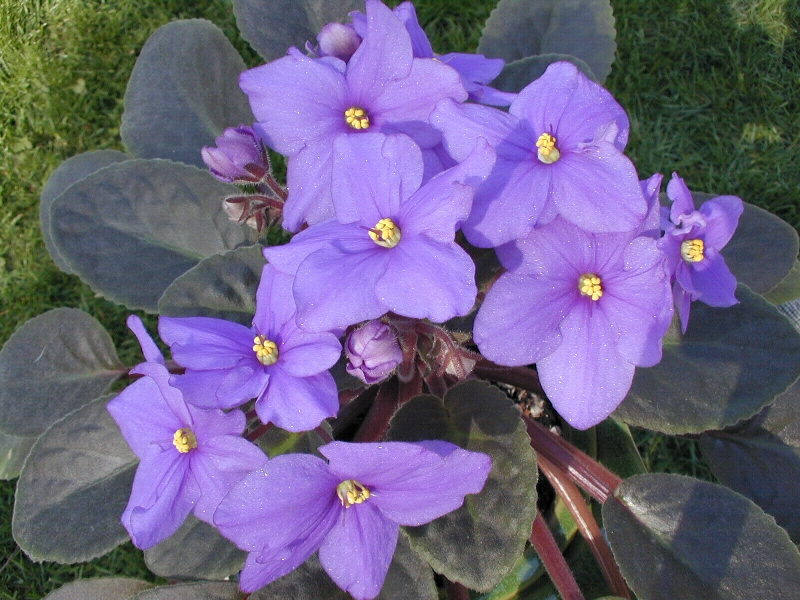
Пурпурова африканська сенполія

Вологість повітря має бути не нижче '50 %'. Обприскувати рослини небажано. Робити це можна лише під час цвітіння, при цьому воду слід розпиляти дуже дрібно. Можна поставити горщик в піддон з сирою галькою або розмістити його серед інших рослин.

### Зимовий період
У зв'язку із зменшенням довготи світлового дня взимку краще скористатися додатковим штучним освітленням. Його тривалість повинна складати 12—15 годин в день. При температурі нижче 15 °C освітлення не приносить відчутних результатів — всі процеси в рослинах сповільнюються.

### Розмноження
Сенполію легко розмножувати листовими черенками, частиною листка і дочірніми розетками. Найпоширеніший спосіб — листовим черенком. Для цього потрібний здоровий листок, що сформувався. Млявий листок, що поникнув, як правило, загниває. Довжина черешка має бути 3—4 см. Черенок ставлять у воду до утворення коріння або висаджують в рихлий ґрунт на глибину не більше 1,5—2 см. Саджанець поливають теплою водою і вкривають для збереження вологості поліетиленовим пакетом, температура — не нижче 20—22 °C. Утворення коріння триває до 1—2 місяців.

### Інше
Засохлу квітку слід зняти з рослини.

## Хвороби і шкідники
На фіалках найчастіше докучають цикломеновий кліщ і трипси.
- 'Цикломеновий кліщ'. Це найнебезпечніший шкідник для фіалок. Членистоногий, розміром до 0,2 мм, харчується соком квіток і молодих листочків. Листя в центрі розетки перестає зростати, деформуються, стає жорсткими і сильно опушеним. Пагони стають товстими і короткими, квітки дрібними і потворними. Врешті-решт ушкоджується точка зростання розетки і в такої рослини немає майбутнього.

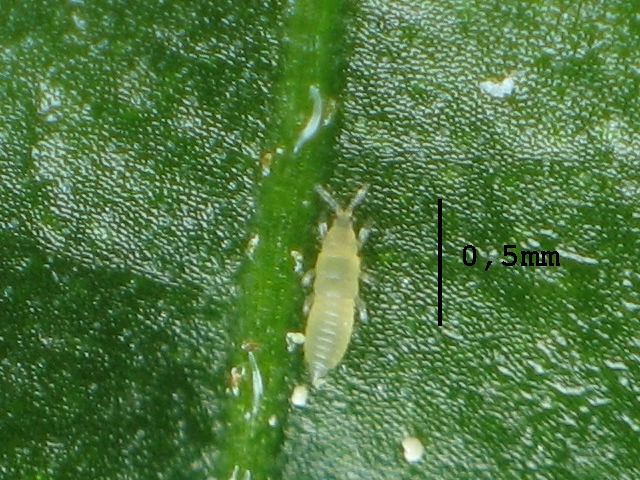
Трипса.

- 'Трипси', схожі на торпеду, рухливі комахи до 2 мм в довжину. Харчуються соком квіток і молодого листя. На листі ураженої рослини видно рубці, квітки з'являються деформованими, з розкритими пиляками, на пелюстках видно просипаний пилок. При струшуванні з квітки випурхують маленькі комахи. Вся рослина втрачає декоративність. Особливо погано те, що при пошкодженні молодих листочків в точці зростання деформується вся розетка. Молоде листя стає дрібним, жорстким, пагони не можуть пробитися назовні. Картина схожа на поразку цикломеновим клещем.

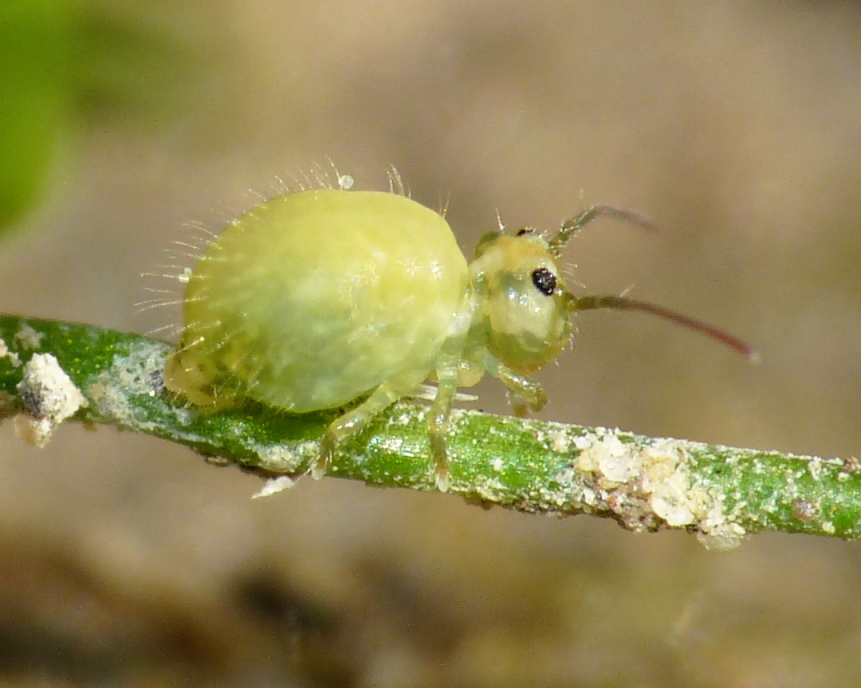
Колембола (ногохвостка).

- 'Ногохвостки', що стрибають по ґрунту, — світлі комахи завдовжки 1 — 3 мм і грибні комарики, маленькі чорні мушки завдовжки 2 мм, з'являються при зайвій вологості. Особливої шкоди від них немає.
- Особливу небезпеку представляє зараження 'галовими нематодами'. Це мікроскопічні круглі черв'яки, паразитуючі на різних частинах рослин, викликають здуття на корінні і стеблах — галли. Хімічні засоби боротьби з нематодами дуже токсичні для людини, а без обробки заражена рослина гине. Отже, при виявленні нематоди, краще скоріше розлучитися із зараженою рослиною, щоб не заразити інших.
- Інфекційні хвороби викликаються 'спорами грибів'. Сприяють розвитку захворювань погані умови вмісту рослин: загущеність посадки, надмірна вологість повітря, рясний полив, порушення температурного і світлового режиму. Виявляються захворювання всілякою гнилизною, плямами, нальотами.

При надмірному поливі можливе загнивання коріння. Рослина в'яне, гниє нижнє листя. Промийте коріння під струменем води і розгляньте їх. Здорове коріння — білого кольору, якщо коріння коричневе — вони хворі. Потрібно вирізувати все коричневе коріння до здорової тканини, припудрити деревним вугіллям і висадити рослину в свіжий ґрунт.

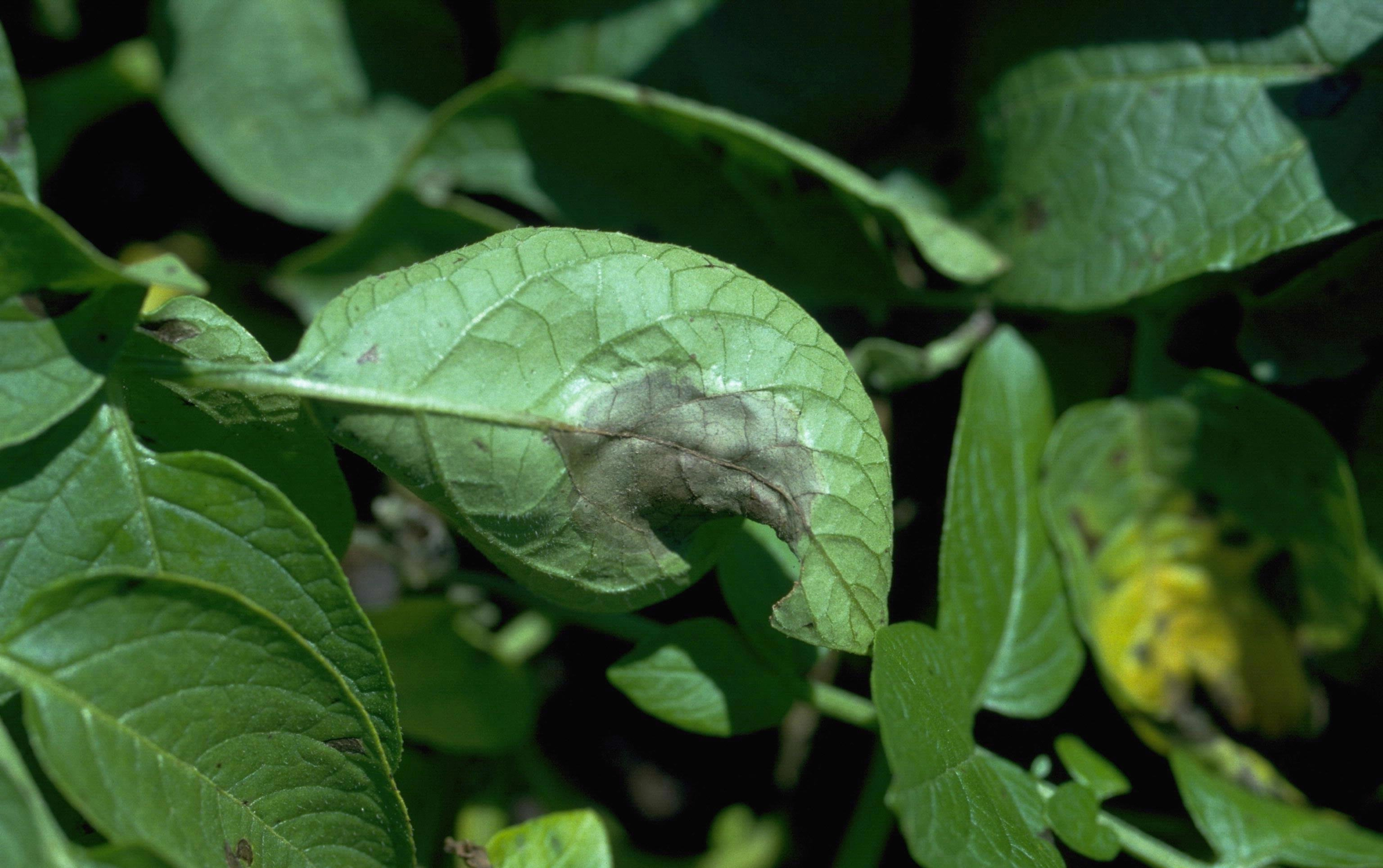
Ураження фітофторою

- 'Фітофтороз' теж викликається спорами грибів. Починається з легкого в'янення рослин, підгниває підстава стебла, потім черешки листя і листя. Дуже швидко рослина гине. Держаки з хворої рослини не виживають. У будь-якому випадку, при виявленні захворювання або шкідників, уражену рослину треба ізолювати, хімікатами обробляти хвору рослину і ті, що стояли поряд.

Знов придбані рослини повинні проходити карантин.